# Belhar
Belhar est un faubourg de la ville du Cap, province du Cap-Occidental en Afrique du Sud. Il est rattaché administrativement à la municipalité métropolitaine de la ville du Cap.

## Localisation
Belhar est situé au croisement de la M 12 et de la M 10, à moins de 30 km à l'est du City Bowl (centre de la ville du Cap), au nord-est de Matroosfontein, au nord de Delft, au sud de l'université du Cap-Occidental et de l'université de technologie de la péninsule du Cap et à l'ouest de Blackheath.

## Quartiers
Belhar se divise en 23 secteurs incluant le township d'Erica.

## Démographie
Selon le recensement de 2011, Belhar compte 56 234 résidents, essentiellement issus de la communauté coloured (90,15 %). Les bantous, population noire majoritaire en Afrique du Sud, représentent 4,92 % des habitants tandis que les blancs représentent 0,25 % des résidents.
La langue maternelle dominante au sein de la population est l'afrikaans (64,45 %) suivi de l'anglais sud-africain (31,41 %).

## Historique
Belhar fut fondé dans les années 1970 comme quartier destiné à la population coloured, dans le cadre du Group Areas Act.
La Confession de foi de Belhar a été adoptée en 1986 par une partie de l'Église réformée hollandaise, puis par plusieurs autres Églises réformées dans le monde.

## Circonscriptions électorales
Belhar se situe dans le 6e arrondissement du Cap (sub council 6). Il se partage entre 2 circonscriptions municipales :
- la circonscription municipale no 12 (Belhar Ext 10 - Belhar Ext 11 - Belhar Ext 12 - Belhar Ext 13 - Belhar Ext 14 au sud d'Alabama Avaenue et Molteno Road, au nord de Drostdy Road et à l'ouest d'Anreigh Avenue - Belhar Ext 15 - Belhar Ext 16 - Belhar Ext 18 - Belhar Ext 19 - Belhar Ext 20 - Belhar Ext 21 - Belhar Ext 22 - Belhar Ext 23 - Belhar Ext 8 au nord d'Erica Drive et à l'est de Symphony Way - Belhar Ext 9 au sud d'Algoa Avenue et Molteno Road, à l'est de De Waal Way et de Elsenburg Avenue, au nord d'Alabama Avenue et à l'ouest d'Hofmeyr Road). Le conseiller municipal élu de cette circonscription est Willie Jaftha (DA).
- la circonscription municipale no 22 (Belhar Ext 1 - Belhar Ext 14 à l'ouest de Bottelary Road et au nord d'Alabama Road - Belhar Ext 17 Erica - Belhar Ext 2 - Belhar Ext 3 - Belhar Ext 4 - Belhar Ext 5 - Belhar Ext 6 - Belhar Ext 7 - Belhar Ext 8 à l'est de Symphony Way, au nord de Erica Drive et à l'est de Kern Crescent - Belhar Ext 9 au sud de Rhodes Close et De Waal Way et au nord de Molteno Road - Modderdam - Parow Industria - Ravensmead - Uitsig). Le conseiller municipal élu de cette circonscription est Johanna Martlow (DA).